# Ladrillo de Euler

Ladrillo de Euler con aristas a, b, c y diagonales de cara d, e, f; todas ellas con valores enteros

En matemáticas, un ladrillo de Euler, nombrado así en recuerdo de Leonhard Euler, es un ortoedro cuyas aristas y diagonales de cara tienen longitudes enteras. Un ladrillo de Euler primitivo es aquel cuyas longitudes de arista son números primos entre sí.

## Definición
La definición de un ladrillo de Euler en términos geométricos es equivalente a una solución para el siguiente sistema de ecuaciones diofánticas:
{\displaystyle {\begin{cases}a^{2}+b^{2}=d^{2}\\a^{2}+c^{2}=e^{2}\\b^{2}+c^{2}=f^{2}\end{cases}}}
donde a, b, c son las aristas y d, e, f son las diagonales.

## Propiedades
- Si (a, b, c) es una solución, entonces (ka, kb, kc) también es una solución para cualquier k. En consecuencia, las soluciones en números racionales son todas versiones de soluciones enteras. Dado un ladrillo de Euler con longitudes de arista (a, b, c), la terna (bc, ac, ab) también constituye un ladrillo de Euler.[1]: p. 106
- Al menos dos bordes de un ladrillo de Euler son divisibles por 3.[1]: p. 106
- Al menos dos bordes de un ladrillo de Euler son divisibles por 4.[1]: p. 106
- Al menos un borde de un ladrillo de Euler es divisible por 11.[1]: p. 106

## Ejemplos

Los cinco ladrillos de Euler primitivos con dimensiones por debajo de 1000

El ladrillo de Euler más pequeño, descubierto por Paul Halcke en 1719, tiene los bordes (a, b, c) = (44, 117, 240) y las diagonales de cara (d, e, f ) = (125, 244, 267).
Algunas otras soluciones primitivas pequeñas, dadas según sus aristas (a, b, c) y sus diagonales de cara (d, e, f), figuran a continuación:
| ( | 85,   | 132,   | 720   | ) — ( | 157,   | 725,   | 732   | ) |
| ( | 140,  | 480,   | 693   | ) — ( | 500,   | 707,   | 843   | ) |
| ( | 160,  | 231,   | 792   | ) — ( | 281,   | 808,   | 825   | ) |
| ( | 195,  | 748,   | 6336  | ) — ( | 773,   | 6339,  | 6380  | ) |
| ( | 240,  | 252,   | 275   | ) — ( | 348,   | 365,   | 373   | ) |
| ( | 429,  | 880,   | 2340  | ) — ( | 979,   | 2379,  | 2500  | ) |
| ( | 495,  | 4888,  | 8160  | ) — ( | 4913,  | 8175,  | 9512  | ) |
| ( | 528,  | 5796,  | 6325  | ) — ( | 5820,  | 6347,  | 8579  | ) |
| ( | 828,  | 2035,  | 3120  | ) — ( | 2197,  | 3228,  | 3725  | ) |
| ( | 935,  | 17472, | 25704 | ) — ( | 17497, | 25721, | 31080 | ) |
| ( | 1008, | 1100,  | 1155  | ) — ( | 1492,  | 1533,  | 1595  | ) |
| ( | 1008, | 1100,  | 12075 | ) — ( | 1492,  | 12117, | 12125 | ) |
| ( | 1080, | 1881,  | 14560 | ) — ( | 2169,  | 14600, | 14681 | ) |
| ( | 1155, | 6300,  | 6688  | ) — ( | 6405,  | 6787,  | 9188  | ) |
| ( | 1188, | 16016, | 39195 | ) — ( | 16060, | 39213, | 42341 | ) |
| ( | 1575, | 1672,  | 9120  | ) — ( | 2297,  | 9255,  | 9272  | ) |
| ( | 2079, | 44080, | 65472 | ) — ( | 44129, | 65505, | 78928 | ) |

## Fórmula generadora
Euler encontró al menos dos ecuaciones paramétricas para el problema, pero ninguna da todas las soluciones.
Se puede generar una infinidad de bloques de Euler con la ecuación paramétrica de Sounderson. Sean (u, v, w) una terna pitagórica (es decir, u2 + v2 = w2). Entonces: 105  las aristas
{\displaystyle a=u|4v^{2}-w^{2}|,\quad b=v|4u^{2}-w^{2}|,\quad c=4uvw}
dan las diagonales de cara
{\displaystyle d=w^{3},\quad e=u(4v^{2}+w^{2}),\quad f=v(4u^{2}+w^{2}).}
Hay muchos ladrillos de Euler que no están parametrizados como los anteriores, por ejemplo, el ladrillo de Euler con los bordes (a, b, c) = (240, 252, 275) y las diagonales de cara (d, e, f ) = (348, 365, 373).

## Ortoedro perfecto
Un "ortoedro perfecto" (también llamado "ladrillo perfecto de Euler" o "caja perfecta") es un ladrillo de Euler, que además posee una diagonal espacial que también tiene una longitud entera. En otras palabras, la siguiente ecuación se agrega al sistema de ecuaciones diofánticas que definen un ladrillo de Euler:
{\displaystyle a^{2}+b^{2}+c^{2}=g^{2},}
donde g es la diagonal espacial. A mayo de 2018, no se ha encontrado ningún ejemplo de ortoedro perfecto y nadie ha demostrado que no exista ninguno.
Las exhaustivas búsquedas por computadora muestran que, en caso de que existiese un ortoedro perfecto:
- La arista impar debe ser mayor que 2.5 × 1013,[4]
- La arista más pequeña debe ser mayor que 5 × 1011.[4]

Se conocen algunos hechos sobre propiedades que deben ser satisfechas por un ortoedro perfecto primitivo, si existe, basados en la aritmética modular:
- Una arista, dos diagonales de cara y la diagonal espacial deben ser impares, una arista y la diagonal de la cara restante deben ser divisibles por 4, y la arista restante debe ser divisible por 16.
- Dos aristas deben tener una longitud divisible por 3 y al menos una de esas aristas debe tener una longitud divisible por 9.
- Una arista debe tener una longitud divisible por 5.
- Una arista debe tener una longitud divisible por 7.
- Una arista debe tener una longitud divisible por 11.
- Una arista debe tener una longitud divisible por 19.
- Una arista o la diagonal espacial deben ser divisibles por 13.
- Una arista, diagonal de cara o la diagonal espacial debe ser divisible por 17.
- Una arista, diagonal de cara o la diagonal espacial debe ser divisible por 29.
- Una arista, diagonal de cara o la diagonal espacial debe ser divisible por 37.

En adición:
- La diagonal espacial no es una potencia principal ni un producto de dos primos.[6]: p. 579
- La diagonal espacial solo puede contener divisores primos ≡ 1 (mod 4).[6]: p. 566 [7]

## Ortoedros casi perfectos
Se ha descubierto que hay 3 tipos de ortoedros, denominados ortoedros cuerpo, arista y cara. Cada tipo tiene una de las 7 longitudes irracionales, las otras 6 longitudes son racionales.
En el caso del ortoedros cuerpo, la diagonal espacial g es irracional. Para el ortoedro arista, una de las aristas a, b, c es irracional. El ortoedro cara tiene solo una de las diagonales faciales d, e, f irracional.
El ortoedro cuerpo se conoce comúnmente como el "ortoedro de Euler" en honor a Leonard Euler, quien investigó sobre este tipo de ortoedro. También conocía los ortoedros cara y proporcionó el ejemplo (104, 153, 672).
Solo recientemente se conocen los ortoedros en números complejos.
A septiembre de 2017, Randall L. Rathbun publicó los 155.151 ortoedros que había encontrado con el borde entero más pequeño menor de 157.000.000.000: 56.575 eran ortoedros de Euler (cuerpo), 15.449 eran ortoedros de arista con una longitud de arista en forma de número complejo, 30.081 eran ortoedros de arista, y 53.046 eran ortoedros de cara.
Las soluciones más pequeñas para cada tipo de ortoedro casi perfecto, dadas como aristas, diagonales de cara y la diagonal espacial (a, b, c, d, e, f, g):
- Ortoedro cuerpo: (44, 117, 240, 125, 244, 267, √73225)
- Ortoedro arista: (520, 576, √618849, 776, 943, 975, 1105)
- Ortoedro cara: (104, 153, 672, 185, 680, √474993, 697)
- Ortoedro cuerpo complejo: (63i, 60i, 65, 87i, 16, 25, √-3344)
- Ortoedro arista complejo: (√-3344, 60, 63, 16, 25, 87, 65)
- Ortoedro cara complejo: (672i, 153i, 697, √-474993, 185, 680, 104)

## Paralelepípedo perfecto
Un paralelepípedo perfecto posee aristas, diagonales de cara y diagonales espaciales de longitud entera, pero no necesariamente con todos los ángulos rectos; un ortoedro perfecto es un caso especial de un paralelepípedo perfecto. En 2009, se hallaron docenas de paralelepípedos perfectos, respondiendo una pregunta abierta por Richard Guy. Un pequeño ejemplo tiene los bordes 271, 106 y 103, las diagonales de cara 101, 266, 255, 183, 312 y 323, y las diagonales espaciales 374, 300, 278 y 272. Algunos de estos paralelepípedos perfectos tienen dos caras rectangulares.